# Вучко, Леон
Леон Вучко (хорв. Leon Vučko; род. 9 января 1995, Загреб)  — хорватский гандболист, выступающий за словацкий клуб ГК Татран Прешов.

## Карьера

### Клубная
Леон Вучко начинал профессиональную карьеру в хорватском клубе ГК Осигураньи из Загреба. В 2014 году Вучко перешёл в ГК Дубрава. В 2015 году Леон Вучко перешёл в ГК Вараздин 1930. В 2016 году Вучко перешёл в словацкий клуб ГК Татран Прешов.

### Сборная
Леон Вучко выступает за молодёжную сборную Хорватии. Выступал на молодёжном чемпионате Европы 2014

## Награды
- Серебряный призёр молодёжного чемпионата Мира: 2013
- Бронзовый призёр чемпионата Хорватии: 2016

## Статистика
Статистика Леона Вучка в сезоне 2018/19 указано на 11.6.2019
| Сезон        | Клуб             | Лига       | Матчи | Голы | 7-метр | Голы |
| ------------ | ---------------- | ---------- | ----- | ---- | ------ | ---- |
| 2016-17      | ГК Татран Прешов | Екстралига | 29    | 71   | 0      | 71   |
| 2017-18      | ГК Татран Прешов | Екстралига | 35    | 108  | 0      | 108  |
| 2018-19      | ГК Татран Прешов | Екстралига | 5     | 12   | 0      | 12   |
| 2016–по н.в. | Итого            | Екстралига | 69    | 191  | 0      | 191  |